# Anahita fauna
Anahita fauna là một loài nhện trong họ Ctenidae.
Loài này thuộc chi Anahita. Anahita fauna được Ferdinand Karsch miêu tả năm 1879.